# Cabussó gris
El cabussó gris (Podiceps grisegena) és un ocell aquàtic migrador dels climes temperats de l'hemisferi nord. Hiverna en aigües calmes de les costes oceàniques, però també pot fer-ho en grans llacs. Mengen sobretot peixos i insectes.

## Subespècies
- P. g. grisegena a Europa i Àsia occidental
- P. g. holbollii més gros i que es troba a Amèrica del nord i Sibèria oriental.